# Saint-Paër
Saint-Paër är en kommun i departementet Seine-Maritime i regionen Normandie i norra Frankrike. Kommunen ligger i kantonen Duclair som tillhör arrondissementet Rouen. År 2022 hade Saint-Paër 1 318 invånare.

## Befolkningsutveckling
Antalet invånare i kommunen Saint-Paër
| Referens: INSEE |